# Metachroma utahense
Metachroma utahense är en skalbaggsart som beskrevs av Blake 1970. Metachroma utahense ingår i släktet Metachroma och familjen bladbaggar. Inga underarter finns listade i Catalogue of Life.